# Ochrodion gahani
Ochrodion gahani là một loài bọ cánh cứng trong họ Cerambycidae.